# أعلام تحوي صليب
تتضمن هذه المقالة أعلام الدول الوطنية التي تحوي صليب رمز المسيحية الأساسي.
- أستراليا - يوجد الصليب في كانتون علم الاتحاد.[1]
- بوروندي - صليب القديس أندرو.
- الدنمارك - علم الصليب الشمالي.[2]
- دومينيكا - صليب في المركز بثلاث ألوان تمتد حتى الحواف.[3]
- جمهورية الدومينيكان - صليب أبيض مركزي يمتد حتى الحواف ويقسم العلم إلى أربعة مستطيلات.[4]
- إنجلترا - صليب القديس جرجس.[5]
- فيجي - يوجد الصليب في كانتون علم الاتحاد.
- فنلندا - علم الصليب الشمالي.[2]
- جورجيا - علم بخمسة صلبان، العنصر المركزي في العلم هو صليب القديس جرجس (وهو مستخدم أيضاً في علم إنجلترا)، ويوجد صليب واحد صغير في كل من الأرباع الأربعة.[6]
- اليونان - صليب إغريقي في الربع العلوي من العلم.[7]
- آيسلندا - علم الصليب الشمالي.[2]
- جامايكا - صليب القديس أندرو.
- ليختنشتاين - يظهرالصليب داخل التاج الذي يمثّل شعار الدولة داخل العلم.[8]
- مالطا - صليب جورج في الربع العلوي من العلم.[8]
- مولدوفا - يوجد الصليب داخل الشعار في الشريط المركزي، حيث يحمل النسر الصليب بمنقاره.
- الجبل الأسود - يظهر صليبان في التاجين المتمثلين في شعار الدولة الموجود داخل العلم.[8]
- نيوزيلندا - علم الاتحاد في الربع العلوي.[8]
- النرويج - علم الصليب الشمالي.[2]
- البرتغال - صليب مركب من خمسة أكوينيات.[9]
- سان مارينو - يظهرالصليب داخل التاج الذي يمثّل شعار الدولة داخل العلم.[8]
- اسكتلندا - صليب القديس أندرو.[10]
- صربيا - صليب في التاج وصليب في الدرع، وكلاهما في شعار الدولة الذي يظهر في العلم.[11]
- سلوفاكيا - صليب مزدوج عند قمة الجبل، يظهر في شعار الدولة الموجود داخل العلم.[12]
- إسبانيا - صليب واحد في كل من التيجان الثلاثة، كما يوجد تاج رابع في الدرج الذي يمثل (منطقة نافارا)، كلها تظهر في شعار الدولة داخل العلم.[8]
- السويد - علم الصليب الشمالي.[2]
- سويسرا - صليب إغريقي أبيض غامق في منتصف العلم.[13]
- تونغا - يظهر صليب أحمر ككانتون في حامل الراية.[14]
- توفالو - علم الاتحاد في الربع العلوي.
- المملكة المتحدة - تظهر صلبان علم الاتحاد الثلاثة: صليب القديس جرجس، صليب القديس أندرو وصليب القديس باتريك.[15]
- الفاتيكان - صليب في الجزء العلوي من تاج البابا في الشعار في الجانب الأيمن من العلم.